# Maria Ulianova
Maria Ilyinichna Ulianova (em russo:  Мария Ильинична Ульянова; Simbirsk, 18 de fevereiro de 1878 – Moscou, 12 de junho de 1937) foi uma revolucionária russa, a irmã mais jovem de Lenin.

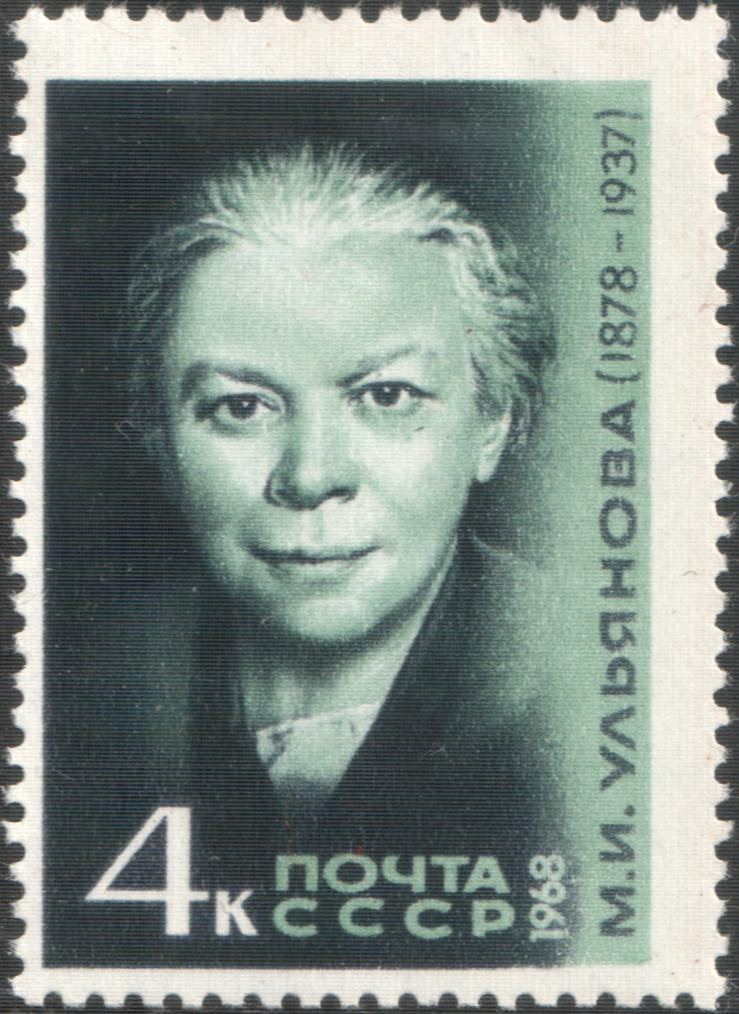
Maria Ilyinichna Ulianova

## Vida
Filha mais nova de Maria Alexandrovna Blank e de Ilia Uliánov. Foi em 1898 membro do Partido Operário Social-Democrata Russo. A partir de 1900 trabalhou para o jornal de Lenin Iskra. Após a Revolução de Fevereiro de 1917 até 1929 fez parte do corpo redator do Pravda. Em 1917 participou ativamente na Revolução de Outubro.
Morreu em 12 de junho de 1937. Está sepultada na Necrópole da Muralha do Kremlin.